# Expédition Fuchs-Hillary
Pour les articles homonymes, voir Fuchs.

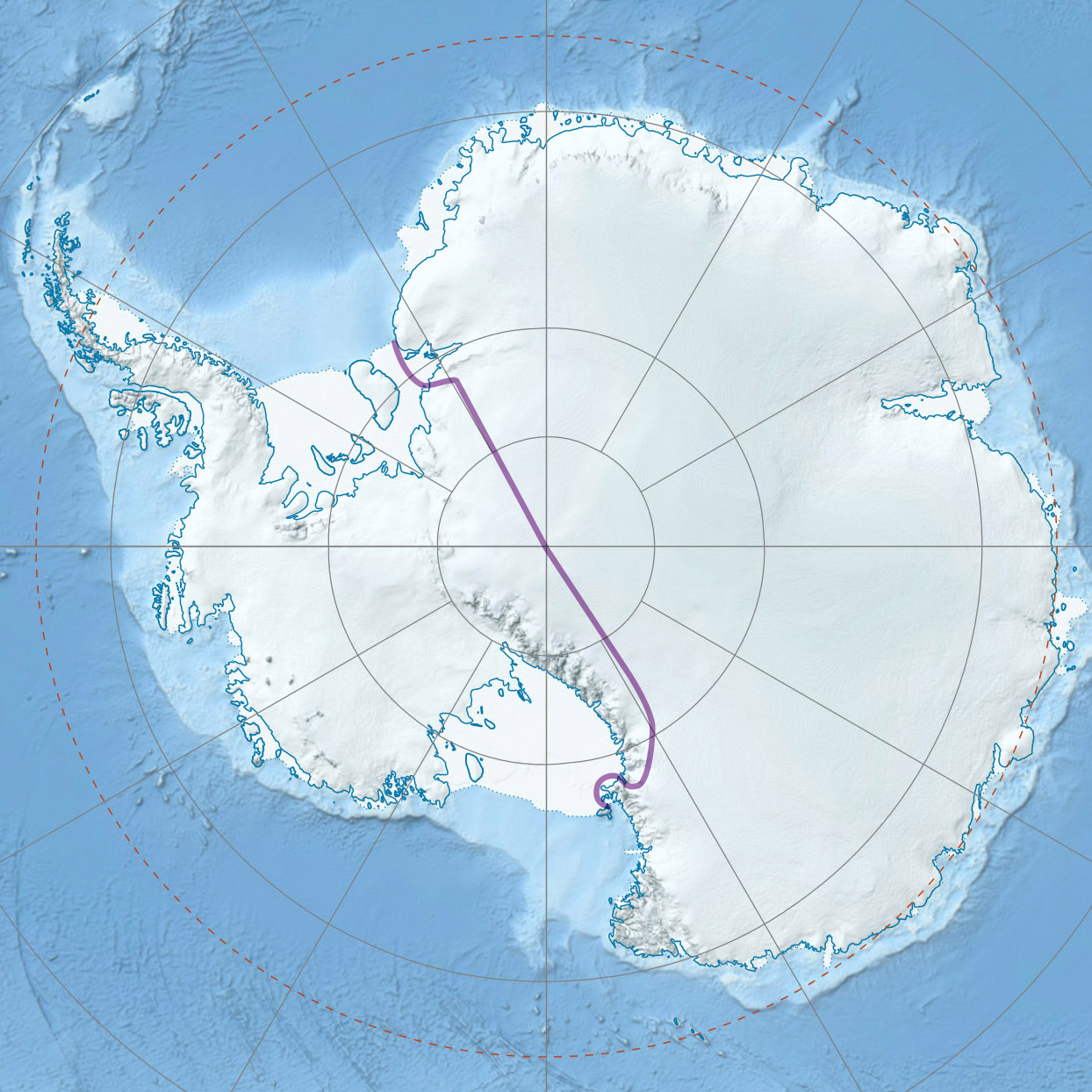
Tracé du parcours.

L’expédition Fuchs-Hillary de 1955–58, officiellement intitulée Commonwealth Trans-Antarctic Expedition (CTAE), était une initiative commanditée par le Commonwealth qui réalisa la première traversée de l'Antarctique en passant par le pôle Sud. L'expédition était financée par le Royaume-Uni, la Nouvelle-Zélande, les gouvernements australien et sud-africain, mais aussi par des dons privés, sous le patronage d'Élisabeth II du Royaume-Uni. Elle fut conduite par l'explorateur britannique Vivian Fuchs, le Néo-zélandais Edmund Hillary prenant la tête d'une équipe de soutien. Les différentes équipes étaient également composées de scientifiques travaillant dans le cadre d'une année internationale de la géophysique.

## Déroulement

### Préparations
Dès 1955, les préparatifs sont lancés. Il est envisagé d'utiliser des autoneiges pour effectuer la traversée estimée à 100 jours entre la mer de Weddell et la mer de Ross. Une équipe fait route durant l'été austral de 1955-56 à bord du Theron, un navire canadien de chasse aux phoques, depuis Londres vers l'Antarctique. Son but est d'établir la base Shackelton, nommée en l'honneur d'Ernest Shackleton et de son expédition Endurance, près de la baie de Vahsel sur la mer de Weddell. Tôt en 1956, Fuchs revient à Londres, laissant huit hommes à la base pour passer l'hiver.
Il retourne à Shackelton en décembre 1956 à bord du vaisseau danois Magga Dan avec des provisions et de l'équipement. En janvier 1957, l'équipe arrive en Antarctique. Il passe l'été à consolider la base et à établir une base relais, South Ice, à 500 kilomètres au sud à l'intérieur des terres. Fuchs passe l'hiver austral de 1957 à la base Shackelton.
En parallèle, Edmund Hillary et son équipe se trouvaient à la base Scott au détroit de McMurdo sur la mer de Ross, la destination finale de Fuchs de l'autre côté du continent. Utilisant des tracteurs Ferguson convertis, Hillary et ses hommes avaient comme mission de trouver la meilleure route entre le pôle et Scott et d'établir une série de postes-relais sur le glacier Skelton et le plateau antarctique.

### Expédition

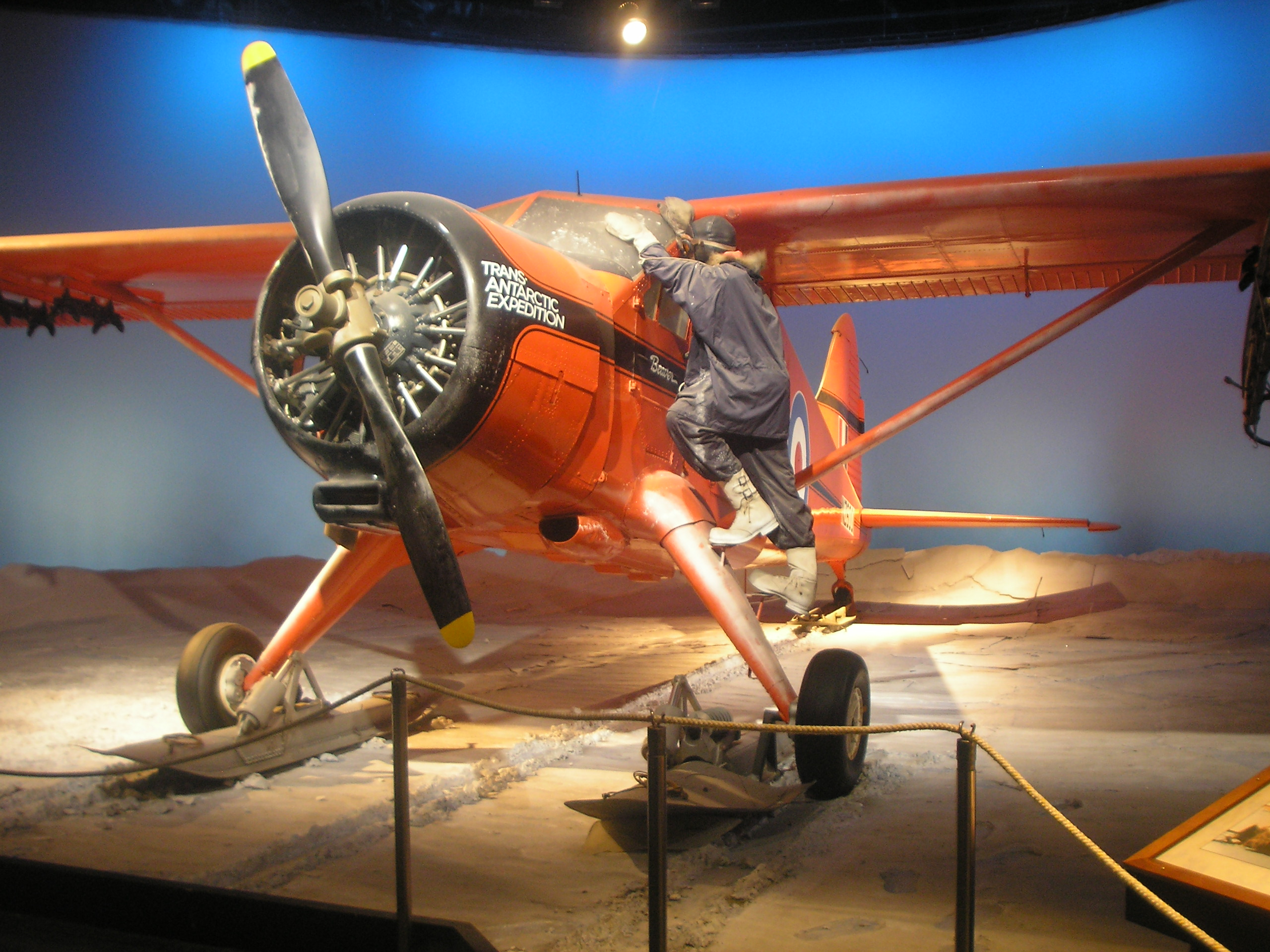
L'avion qui aida à l'expédition.

Le 24 novembre 1957, Fuchs et douze autres partent à bord d'autoneiges Tucker et de tracteurs spécialement adaptés pour ce voyage, des Muskegs de Bombardier. Tout au long de la traversée, l'expédition accumule des informations scientifiques sur la sismologie, la gravimétrie, la climatologie, etc. du continent.
Le groupe d'Hillary part de son côté pendant que des membres de son équipe restent autour de la mer de Ross et de la Terre Victoria pour y effectuer des relevés géologiques. Il n'était pas prévu que l'équipe d'Hillary atteigne le pôle mais comme elle en était proche et que le travail de ravitaillement était fini, il décide de poursuivre afin d'arriver avant le Britannique. Hillary arrive à la base américaine Amundsen-Scott récemment établie au pôle le 3 janvier 1958. Il mène le troisième groupe d'hommes, après ceux de Roald Amundsen en 1911 et de Robert Scott en 1912, à atteindre ce point par voie terrestre et c'était la première fois en véhicules.
Fuchs le rejoint le 19 janvier. Ils sondent pour obtenir l'épaisseur de glace au pôle et confirmer l'existence du continent sous celle-ci. Fuchs continue ensuite sur la route qu'Hillary a balisé pendant que ce dernier prend un avion américain pour retourner à son point de départ. Ils se revoient plus tard quand Hillary rejoint l'équipe de Fuchs par avion pour la dernière partie du trajet. Le 2 mars 1958, l'expédition atteint le but, la base Scott, après 99 jours et 3473 kilomètres. Quelques jours plus tard, les membres des deux équipes quittent par le navire néo-zélandais Endeavour pour la Nouvelle-Zélande.

### Logistique
Lors de cette aventure, une grande quantité de provisions et de matériel ont été transportés par voie terrestre mais on a fait un grand usage d'avions légers pour la reconnaissance du terrain et le transport de matériel. Du soutien logistique supplémentaire a été fourni par le personnel de la base américaine en Antarctique. Les deux groupes ont utilisé en plus des véhicules motorisés des équipes de traîneaux à chiens pour divers travaux. Les chiens étaient là également comme sécurité en cas de pannes des tracteurs et autoneiges mais n'ont pas été utilisés jusqu'au pôle. Finalement, en décembre 1957, quatre hommes de l'équipe ont survolé la route prévue en 11 heures dans un avion Otter de la compagnie de Havilland Canada.

## Épilogue
Fuchs fut fait Chevalier de l'Empire britannique par la reine Élisabeth II en 1958. En 1960, Fuchs et Edmund Hillary écrivirent The Crossing of Antarctica. La cabane A de la base Scott est classée monument historique de l'Antarctique en 2001.